# کلودیوس وبر
کلودیوس وبر (انگلیسی: Claudius Weber؛ زادهٔ ۱۵ آوریل ۱۹۷۸) بازیکن فوتبال اهل آلمان است.
از باشگاه‌هایی که در آن بازی کرده‌است می‌توان به باشگاه فوتبال وهن ویسبادن و باشگاه فوتبال ماینتس ۰۵ اشاره کرد.
وی همچنین در تیم ملی فوتبال جوانان آلمان بازی کرده‌است.